# جان برد (بازیکن فوتبال، زاده ۱۹۴۸)
جان برد (انگلیسی: John Bird؛ زادهٔ ۹ ژوئن ۱۹۴۸) بازیکن فوتبال اهل بریتانیا است.
از باشگاه‌هایی که در آن بازی کرده‌است می‌توان به باشگاه فوتبال نیوکاسل یونایتد، باشگاه فوتبال دونکستر راورز، باشگاه فوتبال پرستون نورث اند، و باشگاه فوتبال هارتل پول یونایتد اشاره کرد.